# Little Birds
Little Birds est une mini-série britannique en six épisodes de 50 minutes, basée sur le roman Les Petits Oiseaux d'Anaïs Nin et diffusée entre le 4 août et le 1er septembre 2020 sur Sky Atlantic (en).
En France, elle a été diffusée sur StarzPlay.

## Synopsis
En 1955, dans la zone internationale de Tanger, Lucy Savage aspire à une vie non conventionnelle libérée des conventions sociétales. Elle se retrouve sur le point d’atteindre une indépendance douloureuse mais nécessaire.

## Fiche technique
- Titre original : Little Birds
- Création : Sophia Al Maria
- Réalisation : Stacie Passon
- Scénario : Sophia Al-Maria, Stacey Gregg et Ruth McCance d'après des nouvelles de Les Petits Oiseaux d'Anaïs Nin
- Musique : Anne Nikitin
- Pays d'origine :  Royaume-Uni
- Langue originale : anglais
- Genre : Drame
- Durée des épisodes : 50 minutes

## Distribution

### Principaux
- Juno Temple (VF : Leslie Lipkins) : Lucy Cavendish-Smyth / Lucy Savage
- Yumna Marwan : Cherifa Lamour
- Hugh Skinner : Hugo Cavendish-Smyth
- Raphaël Acloque (VF : Nessym Guetat) : Adham Abaza
- Rossy de Palma (VF : Gwénola de Luze) : la comtesse Mandrax
- Nina Sosanya (VF : Annie Milon) : Lili von X
- Matt Lauria (VF : Jim Redler) : Bill
- Kamel Labroudi : Leo
- Amy Landecker (VF : Juliette Degenne) : Vanessa Savage
- Jean-Marc Barr : le secrétaire Pierre Vaney
- David Costabile : Grant Savage

### Secondaires
- Bella Agossou (VF : Mathilde Mir) : Fifi
- Linda Thorson : Gladys Savage
- Hania Amar : Fatima
- Alexander Albrecht (VF : Gabriel Ponthus) : Frederic

 Source et légende : version française (VF) sur RS Doublage

## Épisodes
Les épisodes, sans titres, sont numérotés de 1 à 6.